# 年下童貞くんに翻弄されてます
『年下童貞くんに翻弄されてます』（とししたチェリーボーイくんにほんろうされてます）は、原作脚本：セイナ、作画：りお@による日本の漫画作品。LOCKER ROOMが制作・出版しており、2024年11月20日より「LINEマンガ」にて配信されている
2025年4月より、毎日放送にてテレビドラマが放送された。

## テレビドラマ
2025年4月25日（24日深夜）から6月13日（12日深夜）まで毎日放送「ドラマ特区」枠で放送された。主演は森香澄と柏木悠。

### キャスト

#### 主要人物
今井花恋（いまい かれん） / さくら〈29〉
演 - 森香澄（幼少期：諏訪結衣））
化粧品会社の広報。旧姓：桜田。
堂前帝都（どうまえ ていと）〈24〉
演 - 柏木悠（超特急）（幼少期：渋谷いる太）
海洋大学大学院2年生。

#### 周辺人物
立花恭子（たちばな きょうこ）〈29〉
演 - 北村優衣
花恋の高校時代からの親友。
杉本洸紀（すぎもと こうき）
演 - 絃瀬聡一
帝都の大学の先輩。
東沙也加（あずま さやか）
演 - 平川結月（第4話 - 第8話）
帝都の大学の後輩で同じ研究ゼミに所属。
深沢愛理（ふかざわ あいり）
演 - 椛島光
花恋の会社の同期。
鈴木由那（すずき ゆな）
演 - 朝井瞳子
花恋の会社の後輩。
白幡優斗（しろはた ゆうと）
演 - 鈴木康介
花恋の長年のセフレ。

### スタッフ
- 原作 - セイナ、りお@（作画）『年下童貞くんに翻弄されてます』（LOCKER ROOM）[1][5][出典無効]
- 監督 - 高橋名月、須藤蓮、佐々木梢[1][5]
- 脚本 - 下亜友美[1][5]
- 音楽 - 鈴木俊介、田井モトヨシ、Teje
- オープニング主題歌 - This is LAST「火の花」（SDR）[6]
- エンディング主題歌 - YUTORI-SEDAI「私だって、」（WARNER MUSIC JAPAN）[5]
- プロデューサー - 尹楊会、神殿璃沙、佐々木梢
- 制作プロダクション - テレパック[1][5]
- 製作 - 「年下童貞くんに翻弄されてます」製作委員会、毎日放送[1][5]

### 放送日程
| 話数  | 放送日  | サブタイトル                                    | 監督     |
| ----- | ------- | ----------------------------------------------- | -------- |
| 第1話 | 4月25日 | この私が年下童貞に翻弄されるなんて…             | 高橋名月 |
| 第2話 | 5月02日 | そんなに襲われたいなら、襲いますけどいいですか? | 高橋名月 |
| 第3話 | 5月09日 | これぞ年上の翻弄テク!                           | 須藤蓮   |
| 第4話 | 5月16日 | 男の子にそんなこと言われたの初めて…             | 須藤蓮   |
| 第5話 | 5月23日 | 恋愛なんて、まやかしなんだ…                     | 佐々木梢 |
| 第6話 | 5月30日 | 恋の四角関係勃発!?                              | 佐々木梢 |
| 第7話 | 6月06日 | もう二度と、初恋の人を手放したくない            | 高橋名月 |
| 第8話 | 6月13日 | 胸キュン最高潮のクライマックス!!                | 高橋名月 |

### 放送局
| 放送期間                | 放送時間                      | 放送局       | 対象地域   | 備考              |
| ----------------------- | ----------------------------- | ------------ | ---------- | ----------------- |
| 2025年4月24日 - 6月12日 | 木曜 23:30 - 翌0:00           | テレビ神奈川 | 神奈川県   | 1時間29分先行放送 |
| 2025年4月25日 - 6月13日 | 金曜 0:59 - 1:29 （木曜深夜） | 毎日放送     | 近畿広域圏 | 製作局            |
|                         | 金曜 23:00 - 23:30            | チバテレ     | 千葉県     |                   |
| 2025年5月1日 -          | 木曜 0:00 - 0:30 （水曜深夜） | テレビ埼玉   | 埼玉県     |                   |
|                         | 木曜 22:30 - 23:00            | とちぎテレビ | 栃木県     |                   |
|                         | 木曜 23:30 - 翌0:00           | 群馬テレビ   | 群馬県     |                   |

### ネット配信
| 配信開始月 | 配信サイト           | 配信料金     | 備考           |
| ---------- | -------------------- | ------------ | -------------- |
| 2025年4月  | FOD（FODプレミアム） | 定額制有料   | 見放題独占配信 |
| 2025年4月  | MBS動画イズム        | 広告付き無料 | 見逃し配信     |
| 2025年4月  | TVer                 | 広告付き無料 | 見逃し配信     |

| 毎日放送 ドラマ特区                     | 毎日放送 ドラマ特区          | 毎日放送 ドラマ特区 |
| 前番組                                  | 番組名                       | 次番組              |
| --------------------------------------- | ---------------------------- | ------------------- |
| 復讐カレシ 〜溺愛社長の顔にはウラがある | 年下童貞くんに翻弄されてます | 世界で一番早い春    |